# 미국 해병 항공대
미국 해병 항공대(영어: United States Marine Corps Aviation, USMCA)는 미국 해병대의 항공 구성군이다. 해병공지기동대에서 고정익과 회전익 군용기 항공전투제대로서, 지상전투제대에 근접항공지원을 담당한다. 해병대 본부의 항공 부사령관이 감독한다.

## 역사
1912년 5월 22일, 알프레드 A. 커닝햄 중위가 해군 항공 캠프에서 해병 항공대원으로서의 첫비행을 마쳤다.
1914년 1월 6일 여러명의 항공대원이 육성되어 수가 불어나자 해군 항공대에서 분리되었다.

## 조직 구조

### 항공부

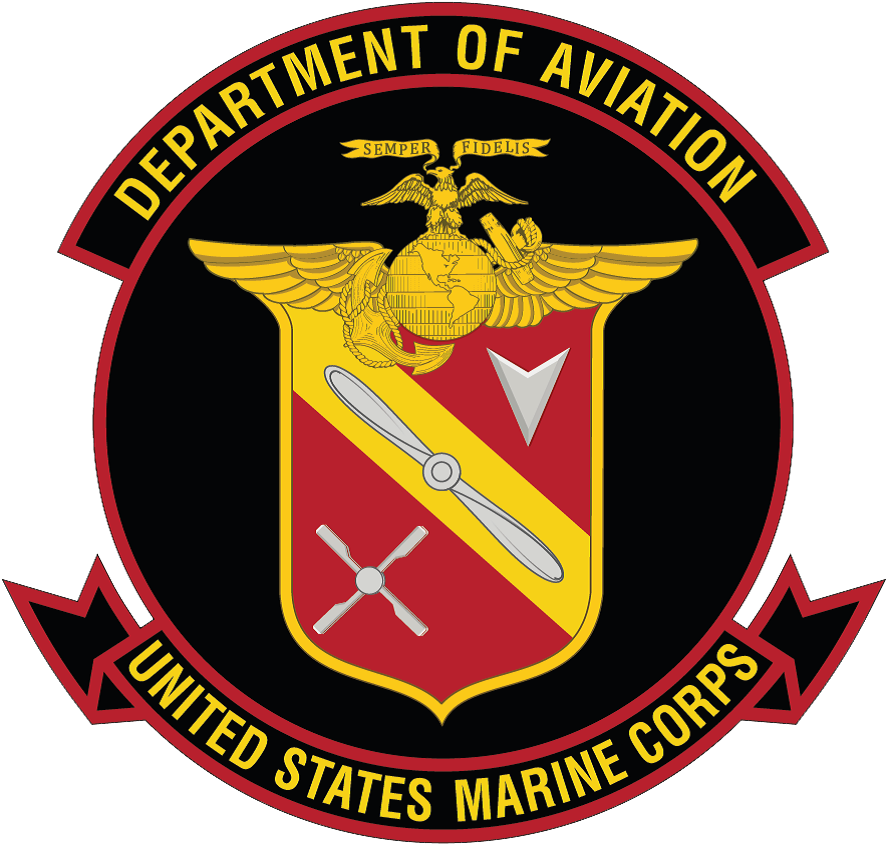
미국 해병대 본부 항공부(Department of Aviation)의 앰블럼

항공부(Department of Aviation)

#### 부서
- 커닝햄 그룹(Cunningham Group)
- 항공원정활성자(Aviation Expeditionary Enablers (AXE))
- 항공지원과(Aviation Sustainment Branch (ASB))
- 강습지원 항공전체계(AWS-AS)
- 전술 항공전체계((AWS-TACAIR)
- 무인항공기 항공전체계(AWS – UAS)
- 해군작전부장실 통합과(OIB)
- Executive Secretariat
  - ACP

#### 직할 조직
- 차이나레이크 해병항공분견대(MAD China Lake) - 캘리포니아주 차이나레이크 해군항공무장기지
- 퍼턱선트강 해병항공분견대(MAD Patuxent River) - 메릴랜드주 퍼턱선트강 해군기지
- VMX-1(영어: Marine Operational Test & Evaluation Squadron 1→제1해병운용시험 및 평가대대) - 애리조나주 유마 실험장

## 같이 보기
- 마린 원
- 칵터스 항공대
- 함상기